# عبيد بن سعد العبدلي
عبيد بن سعد العبدلي كاتب وباحث سعودي متخصص في التسويق. عين عضواً في مجلس الشورى السعودي بأمر ملكي في 3 ربيع الأول، 1438هـ الموافق لـ2 ديسمبر 2016م. أسس مشروع (نحو ثقافة تسويقية) لنشر الوعي بالتسويق ومهاراته، وصدر له مجموعة من المؤلفات في مجال التسويق. ويقدم برنامج (ساعة مع العبدلي) على إذاعة U FM.

## التعليم
- حاصل على الدكتوراه في التسويق من كلية مانشستر للأعمال بجامعة مانشستر في بريطانيا عام 1996م.
- حاصل على الماجستير في إدارة الأعمال من كلية كاردف للأعمال في بريطانيا
- حاصل على درجة البكالوريوس في إدارة الأعمال من جامعة الملك عبد العزيز عام 1986م.[5]

## العمل
- عين عضواً في مجلس الشورى من 2 ديسمبر 2016م إلى عام 2020م.
- عمل أستاذاً للتسويق في جامعة الملك فهد للبترول والمعادن في الظهران.
- عمل مشرفاً عام على العلاقات العامة والإعلام بجامعة الملك فهد للبترول والمعادن.
- عين وكيلاً لعمادة شؤن الطلاب في جامعة الملك فهد للبترول والمعادن في يناير عام 1993م.
- عمل مستشاراً للعديد من الجهات الحكومية والخاصة.

## إصدارات
| الإصدار                                                          | سنة النشر |
| ---------------------------------------------------------------- | --------- |
| العناية بالعملاء في سوق المملكة العربية السعودية الواقع والمأمول | 2007      |
| الاتصال الهاتفي في عالم الأعمال بالمملكة                         | 2008      |
| أخلاقيات التسويق                                                 | 2012      |
| خدمة العملاء المتميزة في المملكة العربية السعودية                | - - -     |
| حماية المستهلك في المملكة العربية السعودية                       | - - -     |
| إرشادات ونصائح للبائعين                                          | - - -     |
| قاموس التسويق                                                    | 2014      |